# Hans-Jürgen Haberkorn
Hans-Jürgen Haberkorn (* 24. Juni 1940 in Halle/Saale) ist ein deutscher Maler und Grafiker.

## Leben und Werk
Haberkorn machte Lehrausbildungen als Stahlbauschlosser und als Schrift- und Plakatmaler und studierte Malerei und Grafik an der Hochschule für industrielle Formgestaltung Halle – Burg Giebichenstein in Halle/Saale. Ab 1983 war er Meisterschüler von Willi Sitte. Seitdem arbeitet er als freischaffender Künstler in Halle. Ab 1987 leitete er neben seiner künstlerischen Arbeit im Kulturpalast Bitterfeld einen Malzirkel für Erwachsene. Arbeiten Haberkorns wurden vom VEB Leunawerke „Walter Ulbricht“ erworben.
Haberkorn war bis 1990 Mitglied des Mitglied des Verbands Bildender Künstler der DDR.

## Werke (Auswahl)
- Landschaft bei Helba (Öl; ausgestellt auf der VII. Kunstausstellung der DDR)
- Bitterfelder Arbeiter (Öl, 1984; ausgestellt auf der X. Kunstausstellung der DDR; Ankauf vom Rat des Bezirks Halle)[1]

## Ausstellungen (mutmaßlich unvollständig)
- 1972/1973 und 1987/1988: Dresden, VII. und X. Kunstausstellung der DDR
- 2006: Halle/Saale, Landesverwaltungsamt („Kunst aus dem Depot IV“; Werke aus der Sammlung des vormaligen Chemiekombinats Bitterfeld)